# Schematiza frenata
Schematiza frenata es una especie de insecto coleóptero de la familia Chrysomelidae.
Fue descrita científicamente en 1844 por Guerin.